# 代夫勒
代夫勒（法語發音：[dɛvʁ]）是法国上法蘭西大區加来海峡省的一个市镇，属于滨海布洛涅区。

## 地理
代夫勒（50°40'4"N, 1°50'4"E）面积9.42 平方千米，位于法国上法蘭西大區加来海峡省，该省份为法国北部沿海省份，西北濒北海，南至索姆省，东临北部省。
与代夫勒接壤的市镇（或旧市镇、城区）包括：梅讷维尔、隆福塞、维尔维涅、布农维尔、库尔塞、克雷马雷。
代夫勒的时区为UTC+01:00、UTC+02:00（夏令时）。

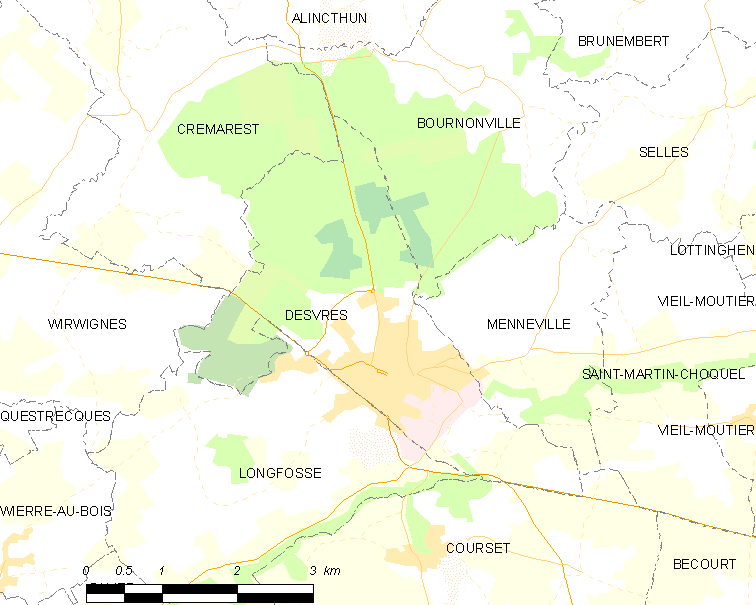
代夫勒的OSM定位图

## 行政
代夫勒的邮政编码为62240，INSEE市镇编码为62268。

## 政治
代夫勒所属的省级选区为代夫勒县。

## 人口

1962-2008年间代夫勒人口变化图示

代夫勒于2022年1月1日时的人口数量为4827人。